# Ali Khiari
Ali Khiari (en arabe : علي خياري) est un footballeur international algérien né le 1er novembre 1945 à Khenchela. Il évoluait au poste de défenseur central.

## Biographie

### En club
Il évoluait en première division algérienne avec son club formateur, l'USM Kenchela ou il a passé toute sa carrière footballistique.

### En équipe nationale
Il reçoit neuf sélections en équipe d'Algérie entre 1968 et 1971, en inscrivant un but. Son premier match a eu lieu le 17 novembre 1968 contre la Tunisie (défaite 1-2). Son dernier match a eu lieu le 11 avril 1971 contre le Mali (nul 2-2).

## Palmarès
USM Kenchela
- Championnat d'Algérie D2 (1) :
  - Champion Gr. Est : 1973-74.